# Ismael Ruiz Salmón
Ismael Ruiz Salmón (Santander, Cantabria, España, 7 de febrero de 1977), conocido simplemente como Ismael, es un exfutbolista español que jugaba de centrocampista.

## Trayectoria
Formado en las categorías inferiores del Racing de Santander, en la temporada 1995-96 debutó con el primer equipo, en el que estuvo durante 7 temporadas consecutivas. En la temporada 2003-04 jugó en el Terrasa F. C. y posteriormente lo hizo en equipos de 2.ªB como el Real Oviedo o el Benidorm Club de Fútbol.

## Clubes
| Club                 | País   | Año       |
| -------------------- | ------ | --------- |
| Racing de Santander  | España | 1995-2003 |
| Terrasa F. C.        | España | 2003-2007 |
| Real Oviedo (cedido) | España | 2005-2006 |
| Benidorm C. F.       | España | 2007-2008 |

## Palmarés

### Títulos internacionales
| Título           | Club (*)            | Sede   | Año  |
| ---------------- | ------------------- | ------ | ---- |
| Juegos Olímpicos | Selección de España | Sídney | 2000 |

(*) Incluyendo la selección.